# ジェニファー・ルービン
ジェニファー・ルービン（英語: Jennifer Rubin、1962年4月3日 - ）は、アメリカ合衆国アリゾナ州フェニックス出身の女優、モデル。

## 来歴

### 俳優
1987年公開のホラー映画、『エルム街の悪夢3/惨劇の館』で、フレディの悪夢に苦しむ入院患者タラン役で映画初出演。
翌1988年公開の『悪夢の惨劇』で、悪夢に悩まされる主人公シンシアを演じ、主演を果たした。また同年『パーマネント・レコード』で、デビュー当時のキアヌ・リーブスと共演している。
TVドラマシリーズにおいては、『トワイライトゾーン(1985年版)』、『ハリウッド・ナイトメア』、また『新アウター・リミッツ』などにゲスト出演している。
1999年には、映画『Road Kill』（日本劇場未公開、DVDも未発売）において、グラマーな主役を演じるとともに、共同製作者としても名を連ねている。
2000年代以降は、劇場公開を前提としないオリジナルビデオ映画（いわゆるB級映画）作品に出演している。

### モデル
フォードインターナショナルのモデルを務め、1984年のモデル・オブ・ザ・イヤーに選ばれている。
また、カルバン・クラインのオリジナル香水"オブセッション"のモデルも務めた。

## 主な出演作品
- トランスモーファー リターンズ (2009)
- シアトル猟奇殺人捜査(2001)
- アマゾネス・グラディエーター (2001)
- ファルコンダウン (2000)
- ザ・グラディエーター　復讐のコロシアム (2000)
- 正義の行方　BEYOND JUSTICE (2000)
- クラッシャー2029 (1999)
- 楽してゲット!! (1999)
- カウントダウン (1997)
- リトル・ウィッチーズ (1996)
- ギルティ・オブ・ラブ (1996)
- ツイスト・テラー (1996)
- スクリーマーズ (1996)
- ザ・フェイス The Wasp Woman (1995)
- セインツ＆シナーズ/運命のふたり (1994)
- レッド・スコルピオン2 (1994)
- ブロンドの標的 (1993)
- ダリアン (1993)
- 心臓が凍る瞬間（とき） (1992)
- 美しき生けにえ/トップモデル・危険な誘惑と殺意の微笑 (1991)
- ドアーズ (1991)
- ストレンジ・ピープル (1990)
- ブルーベリー・ヒル (1989)
- パーマネント・レコード (1988)
- 悪夢の惨劇 (1988)
- エルム街の悪夢3/惨劇の館 (1987)